# Carretera general 6
Die CG 6 (katalanisch carretera general) ist eine Hauptverbindungsstraße in Andorra. Die sechs Kilometer lange Straße wurde 2008 von der Sekundären Straße CS 110 (carreteras secundarias) zur Hauptstraße erhoben. Sie verbindet die CG 1 mit Bixessarri und der spanischen Grenze in Richtung Os de Civís. Der katalanische Ort Os de Civís auch Aós de Civís genannt ist nur über die CG 6 zu erreichen und somit eine funktionale Exklave (spanisch Periclave) und vergleichbar mit Jungholz im Tannheimer Tal.

## Galerie

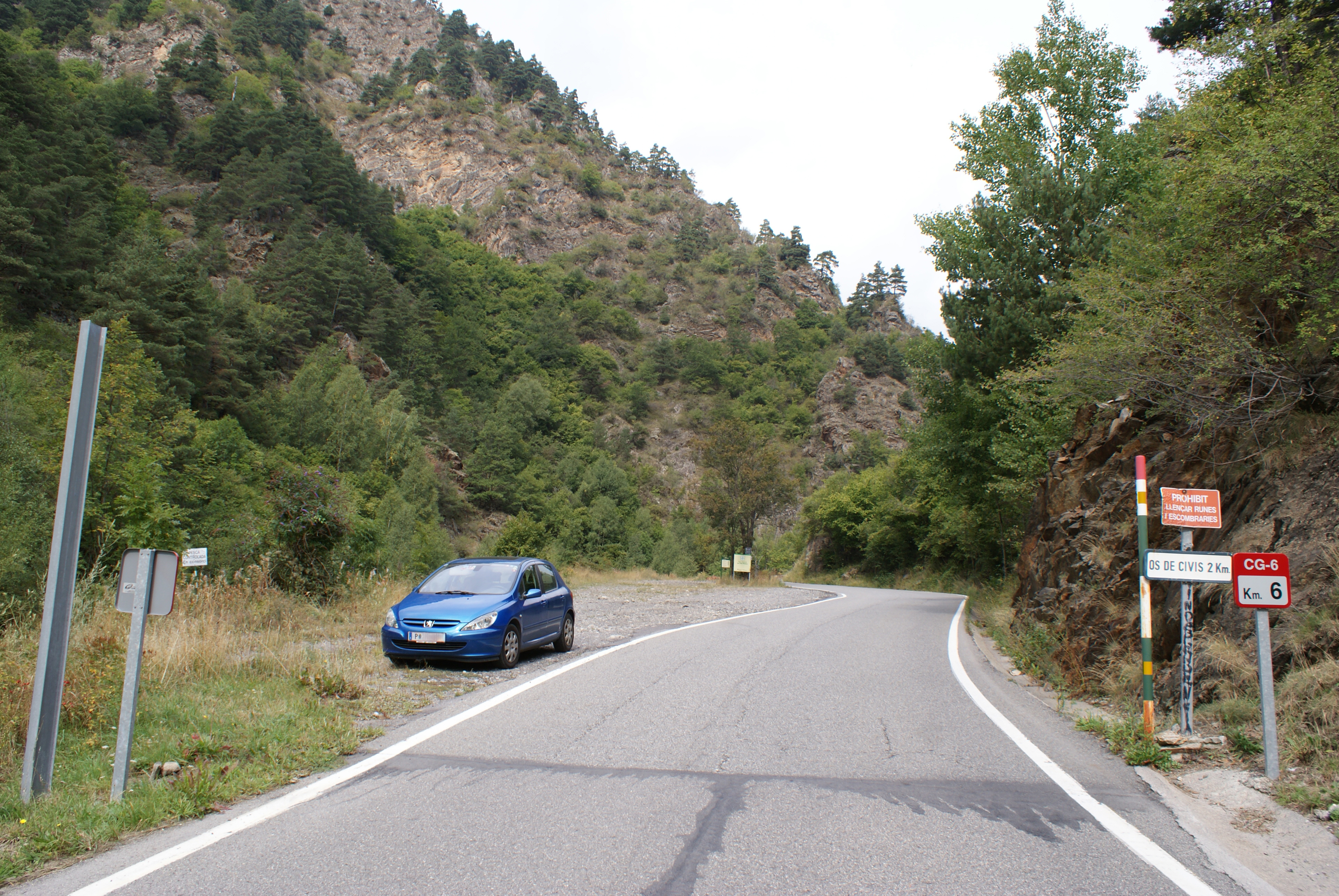
Die CG 6 an der Grenze zu Spanien